# Light Me Up (Gromee)
Light Me Up è un singolo del disc jockey polacco Gromee, pubblicato il 15 febbraio 2018 e incluso nel primo album in studio Chapter One.
Il brano è interpretato dal cantante svedese Lukas Meijer, che è accreditato come artista ospite.
Scritto da Mahan Moin e Christian Rabb, il brano è stato selezionato per il Krajowe Eliminacje 2018, processo di selezione polacco per l'Eurovision Song Contest. Nella serata del programma, il duo è stato proclamato vincitore del programma, avendo ottenuto il massimo dei punteggi da parte del pubblico e terzi dalle giurie. Questo ha concesso a loro il diritto di rappresentare la Polonia all'Eurovision Song Contest 2018, a Lisbona.
Il brano ha gareggiato nella seconda semifinale del 10 maggio 2018, competendo con altri 17 artisti per uno dei dieci posti nella finale del 12 maggio.

## Tracce
Download digitale
1. Light Me Up – 3:38

## Classifiche
| Classifica (2018) | Posizione massima |
| ----------------- | ----------------- |
| Polonia           | 1                 |
| Russia            | 76                |